# Equação de Udwadia-Kalaba
Na física teórica, a equação de Udwadia-Kalaba é um método para derivar as equações de movimento de um sistema mecânico com restrições. Esta equação foi descoberta por Firdaus E. Udwadia e Robert E. Kalaba em 1992. A equação também generaliza forças de restrição que não obedecem ao Princípio de d'Alembert.

## Restrições não ideais
A qualquer momento durante o movimento podemos levar em consideração perturbar o sistema por um deslocamento virtual 𝛿r consistente com as restrições do sistema. O deslocamento pode ser reversível ou irreversível. Se o deslocamento for irreversível, ele executará o trabalho virtual. Podemos escrever o trabalho virtual do deslocamento como:
{\displaystyle W_{c}(t)=\mathbf {C} ^{\mathrm {T} }(q,{\dot {q}},t)\delta \mathbf {r} (t)}
O vetor {\displaystyle \mathbf {C} (q,{\dot {q}},t)} descreve a não-idealidade do trabalho virtual e pode estar relacionado, por exemplo, com forças de fricção ou arrasto (essas forças têm dependência com a velocidade). Este é um princípio generalizado de D'Alembert, onde a forma usual do princípio tem um trabalho virtual que desaparece com {\displaystyle \mathbf {C} (q,{\dot {q}},t)=0}.
A equação de Udwadia-Kalaba é modificada por um termo adicional de restrição não ideal para
{\displaystyle \mathbf {M} {\ddot {\mathbf {q} }}=\mathbf {Q} +\mathbf {M} ^{1/2}\left(\mathbf {A} \mathbf {M} ^{-1/2}\right)^{+}(\mathbf {b} -\mathbf {A} \mathbf {M} ^{-1}\mathbf {Q} )+\mathbf {M} ^{1/2}\left[\mathbf {I} -\left(\mathbf {A} \mathbf {M} ^{-1/2}\right)^{+}\mathbf {A} \mathbf {M} ^{-1/2}\right]\mathbf {M} ^{1/2}\mathbf {C} }